# Campaña de Deir ez-Zor
La campaña de Deir ez-Zor, — llamada caída de Deir ez-Zor por las fuerzas gubernamentales— fueron una serie de combates a mediana y a gran escala desarrollados entre las milicias de la oposición siria y el gobierno del presidente Bashar al-Asad en la Gobernación de Deir ez-Zor y la ciudad homónima en el marco de la Guerra Civil Siria, los enfrentamientos iniciaron como escaramuzas en julio de 2011 como parte de una campaña de represión supuestamente realizada por el gobierno y que posteriormente sería respondida por los rebeldes, dando como resultado la captura de casi toda la ciudad de Deir ez-Zor a finales de 2013 dejando solamente pequeños grupos aislados bajo control del gobierno en la ciudad del mismo nombre.
A pesar de la contundente captura el hasta entonces incipiente grupo Estado Islámico proveniente de Irak comienza a tener discrepancias con los demás grupos opositores ya sean de tendencias extremistas como el Frente Al-Nusra o de índole más moderada como el Ejército Libre Sirio, provocando que Estado Islámico en 2014 rompiera la alianza rebelde y lanzara una ofensiva contra todo los demás rivales en la región; paralelamente inició a asediar los últimos focos de resistencia gubernamental en la ciudad y hasta finales del mismo año lograrían expulsar a los demás rivales de la oposición.